# Montdragon
Montdragon is een gemeente in het Franse departement Tarn (regio Occitanie) en telt 419 inwoners (1999). De plaats maakt deel uit van het arrondissement Castres.

## Geografie
De oppervlakte van Montdragon bedraagt 12,1 km², de bevolkingsdichtheid is 34,6 inwoners per km².
De onderstaande kaart toont de ligging van Montdragon met de belangrijkste infrastructuur en aangrenzende gemeenten.

## Demografie
Onderstaande figuur toont het verloop van het inwonertal (bron: INSEE-tellingen).